# José Rafael de Las Heras
José Rafael de Las Heras (La Habana, 26 de noviembre de 1790-Parroquia Juana de Ávila, 24 de abril de 1822) fue un militar cubano que participó de la guerra de independencia de Venezuela y de Colombia.

## Orígenes
Nacido en La Habana el 26 de noviembre de 1790, hijo de Antonio de Las Heras Gama y de María Josefa Díaz Rodríguez y de la Gama. No hay claridad sobre cómo y cuándo llegó a Venezuela. En una versión después de haber estudiado matemáticas en su ciudad natal, una tía suya lo recomendó con el comerciante venezolano José Joaquín de Ávila, quien lo acogió en Caracas en 1808. En la otra, primero viajó a España y se unió a las milicias para combatir en la guerra de independencia española como oficial de artillería. Posteriormente, con la restauración del absolutismo por Fernando VII en 1814 (sexenio absolutista), fue arrestado por sus ideas liberales. Debió de huir a Estados Unidos, desde donde viajó a Venezuela en 1818, uniéndose al ejército patriota.

## Carrera militar
Lo seguro es que Las Heras luchó en la batalla de Boyacá, el 7 de agosto de 1819, con el grado de sargento mayor y resultando herido en el enfrentamiento. Su actuación fue destacada por Simón Bolívar, ya que al mando de dos compañías del batallón Tiradores de la Guardia lanzó una carga en apoyo de los británicos y el batallón Apure en el momento decisivo. Por sus méritos fue premiado con la Cruz Vencedores de Boyacá e incluido en la Orden Libertadores de Venezuela. Al iniciarse 1821, Las Heras ya era teniente coronel y estaba en Trujillo bajo el mando del general Rafael Urdaneta, quien mandaba un contingente formado por el batallón Tiradores y cuatro escuadrones de caballería. Es entonces que llegan informes a Urdaneta de un posible levantamiento proindependentista en Maracaibo. Hábilmente, decide enviar una fuerza al mando de Las Heras a las cercanías de la ciudad el 21 de enero. Siete días después se produce el alzamiento y a la jornada siguiente, el 29 de enero, soldados republicanos entraban en la urbe y tomaban posesión de la misma. El 8 de marzo el general entraba a la ciudad a la cabeza del batallón. Estos actos desembocaron en la ruptura de una breve tregua que existió por algunos meses entre patriotas y realistas.
Poco después, el 24 de junio de ese mismo año, estuvo al mando del batallón Tiradores en la batalla de Carabobo. Su buen desempeño le permitió obtener el rango de coronel y se especula que pudo ser él quien le presentara a Bolívar el proyecto de conquistar la Capitanía General de Cuba. Fue enviado de regreso a Maracaibo, quedando a las órdenes del intendente Lino de Clemente. Meses después, fuerzas realistas intentar tomar la ciudad y Clemente envía al batallón Maracaibo, encabezado por Las Heras, a detenerlos. Durante la batalla de Juana de Ávila, el 24 de abril de 1822, el coronel consigue derrotarlos pero pierde su vida en el proceso.